# سامية شاهين ياسين
سامية شاهين ياسين، (7 يوليو 1973-)، هي شاعرة وكاتبة فلسطينية، متخصصة في التربية وأدب الأطفال، ولدت في مدينة عرابة البطوف، قضاء عكا شمال فلسطين. حاصلة على اللقب الأول في التربية للطفولة المبكرة واللغة العربية، وعلى اللقب الثاني في الاستشارة التربوية من جامعة حيفا. عضو في اتحاد الكتاب الفلسطينيين- الكرمل.
صدر لها العديد من المجموعات الشعرية والقصص الادبية لجيل الطفولة المبكرة، إضافة إلى العديد من القصائد المنفردة في الصحافة الفلسطينية والعربية. تعمل كمربية للغة العربية لأجيال الطفولة المبكرة، الإرشاد التربوي والعلاج من خلال القصة.

## الأعمال الأدبية

### أدب الأطفال
- «خضور وسمون» وهي قصة تتناول التغذية الصحية للأطفال، (2017).
- «باسل يتفاجأ»، قصة علاجيه تتطرق لمشكلة الخوف لدى الأطفال، (2018).
- «أصوات وأسرار» تتناول مفهوم الثقة بالنفس في الطفولة المبكرة، (2019).
- «تك تاك» قصة أطفال حول أهمية الوقت، (2019).
- «عبقري ولكن»، دار الهدى للنشر، (2019).[3]
- «حروفي حكايتي» وهو كتاب يدرس للمرحلة التمهيدية وما قبل الابتدائية، (2019).
- «أهازيج البراعم»، وهي مجموعة شعرية للأطفال، دار الحديث للطباعة والنشر.[4]

### مجموعات شعرية
- «حوراء كحلها الحنين»، مجموعة شعرية، (2018).
- «عناق الشموخ»، مجموعة شعرية، دار الوسط للنشر، (2019).[5]